# The Pleasure Garden
 The Pleasure Garden és una pel·lícula britànico-alemanya muda dirigida per Alfred Hitchcock, estrenada el 1925. És el debut d'Alfred Hitchcock, basada en una novel·la d'Oliver Sandys, la història afecta Patsy Brand i Jill Cheyne, noies del cor del The Pleasure Garden Theatre a Londres.

## Argument
Jill Cheyne espera convertir-se en ballarina al Pleasure Garden. Però arribada a Londres s'adona que ha perdut la carta de presentació. Feliçment Patsy Brand, una ballarina del cabaret, li ofereix hospitalitat per a la nit.
L'endemà, Jill que no ha renunciat al seu projecte, troba el patró del Garden i obté un contracte.
Hugh el promès de Jill assisteix al seu triomf abans d'anar-se’n d'Anglaterra cap al tròpic. Però no hi fa res, Jill ha obtingut el que buscava: la glòria, la vida fàcil i admiradors plens de diners...
Durant aquest temps, Patsy es casa amb Levet, un amic d'Hugh abans de marxar de viatge de noces al llac de Como.
Per a Patsy la felicitat sembla a l'abast de la mà, però no n'hi ha res... i Levet desapareix, també cap al tròpic... on l'espera una dona... dona que ofegarà en una crisi de bogeria abans d'intentar matar Patsy, que, sabent que estava malalt, havia vingut a acompanyar-lo.

## Repartiment
- Virginia Valli: Patsy Brand, la ballarina
- Carmelita Geraghty: Jill Cheyne
- Miles Mander: Levett
- John Stuart: Hugh Fielding
- Frederic K. Martini
- Florence Helminger
- George Snell
- C. Falkenburg

## Producció
El productor Michael Balcon va permetre Hitchcock dirigir la pel·lícula quan Graham Cutts, un executiu gelós a Gainsborough Pictures, es negava a deixar treballar Hitchcock a  The Rat (1925).
La pel·lícula va ser rodada a Itàlia i Alemanya. Van passar moltes desgràcies al càsting i a l'equip de rodatge. Quan Gaetano Ventimiglia, el fotògraf de la pel·lícula, no poder amagar la pel·lícula als oficials de duana italians, l'equip va haver de pagar una multa i comprar una cinta nova, deixant exhaurit el seu pressupost.
La pel·lícula va ser rodada el 1925 i es va presentar a la premsa britànica el març de 1926 però oficialment no es va estrenar al Regne Unit fins al 1927, després de la pel·lícula de Hitchcock The Lodger: A Story of the London Fog convertida en un èxit.